# Катастрофа Ил-76 под Ленинаканом (1988)
Катастрофа Ил-76 под Ленинаканом в 1988 году — крупная авиационная катастрофа произошедшая 11 декабря 1988 года под  Ленинаканом. самолёт Ил-76М выполняй грузовой гуманитарный перелёт по маршруту Баку-Ленинакан, но при заходе на посадку врезался в гору и полностью разрушился. Из находившихся на его борту 78 человек ( 69 пассажиров и 9 членов экипажа ) выжил 1, Это крупнейшая авиакатастрофа в Армении.

## Катастрофа
Ил-76М с бортовым номером СССР-86732 (заводской — 083413388, серийный — 10-07) выполнял рейс по доставке из Баку в Ленинакан военнослужащих и техники полка гражданской обороны для ликвидации последствий Спитакского землетрясения. Пилотировал его экипаж из 9 человек, а всего на борту находились 69 пассажиров.
На посадку в высокогорный аэропорт Ленинакана самолёт заходил ночью и в сложных метеоусловиях при горизонтальной видимости 5 километров. В процессе снижения до высоты круга (1100 метров), Ил-76 врезался в гору и разрушился. В катастрофе выжил только один из пассажиров (спал в кузове груженного матрасами перевозимого автомобиля КамАЗ) Фахреддин Балаев (скончался в 2011 году), все остальные 77 человек погибли.

## Причины
Официально причиной катастрофы стала неправильная установка высотомеров экипажем. Хотя диспетчер передал экипажу давление аэродрома 634 мм рт. ст. и второй пилот его записал, однако позже на высотомерах было выставлено значение 734 мм рт. ст., то есть на 100 мм выше, что привело к завышению показаний на 1100 метров. Непосредственно при столкновении с горой высотомер показывал значение 1425 метров. Основной причиной таких нарушений могла стать высокая усталость экипажа, который не успел как следует отдохнуть, так как в предыдущие сутки выполнял большое число рейсов.